# IC 5057
IC 5057 је појединачна звијезда у сазвјежђу Водолија која се налази на листи објеката дубоког неба у Индекс каталогу.
Деклинација објекта је + 0° 19' 19" а ректасцензија 20h 47m 13,4s.